# جادکوویتسه (استان پودلاسکی)
جادکوویتسه (به لهستانی:  Dziadkowice) یک روستا در لهستان است که در گمینا جادکوویتسه واقع شده‌است.